# Poulet à la citronnelle
Le poulet à la citronnelle (en vietnamien : gà nướng sả), est, dans la cuisine vietnamienne, du poulet grillé à la citronnelle (plante herbacée tropicale). Les ingrédients courants sont l'ail, l'oignon, le miel, le sucre et le poivre. Le bœuf grillé ainsi que d'autres viandes sont également des variantes populaires.

## Description
Le poulet à la citronnelle est connu comme étant un plat principal familial au Viêt Nam. Il est généralement composé des ingrédients suivants :
- cuisses de poulet,
- tiges de citronnelle fraîche,
- gousses d'ail pressées,
- échalotes,
- nuoc-mâm,
- sauce soja,
- vinaigre de riz,
- miel,
- coriandre,
- poivre.

C'est un plat régulièrement accompagné de riz blanc.

## Préparation[2]
Uniquement les hauts de cuisses (endroit où la viande est la plus tendre) sont conservés pour préparer le plat. La citronnelle est hachée, l'échalote pelée et l'ail pressé.
La sauce est composée de nuoc-mâm, de sauce soja, de sucre, de vinaigre de riz et d'eau (ces ingrédients sont souvent mélangés dans un bol). La citronnelle, l’échalote, l’ail et le piment sont ensuite incorporés à la sauce. La marinade est par la suite versée sur les morceaux de poulet.
Le tout est ensuite passé au four ou cuit dans un wok.
Le plat est servi habituellement avec des feuilles de coriandre ciselées et du riz parfumé.